# Lumbricus terrestris
Lumbricus terrestris, la lombriz de tierra común, es una especie de anélido clitelado lumbrícido originario de Europa e introducido a los demás continentes. Es una especie muy apreciada debido a su metabolismo.

## Descripción
Las lombrices de tierra suelen medir de 9 centímetros a 30, pero pueden crecer más. Sin embargo, no son animales anchos, ya que su diámetro no alcanza el centímetro. Como todos los animales de su filo, el cuerpo está segmentado en anillos, que pueden llegar a ser de hasta 180 anillos. Su abdomen es aplanado. Los anillos 31-37 producen una secreción que forma un abultamiento del cuerpo, llamado clitelo, en el que almacenan los huevos antes de la puesta. El color del cuerpo suele ser rosa, marrón o marrón-rojizo en su parte dorsal y más amarillento en la parte ventral. Mientras que un extremo del cuerpo es puntiagudo, el opuesto es redondeado y forma un bulto.

## Biología y comportamiento
La lombriz de tierra suele vivir en terrenos pantanosos y húmedos, bajo tierra, donde se alimenta de materia orgánica en descomposición mientras va excavando galerías. Estas galerías son muy beneficiosas para las plantas, pues renuevan el aire del suelo. Gracias a su alimentación juega un papel importante en la formación del humus, lo cual es también beneficioso para las plantas. La esperanza de vida de la lombriz es normalmente de 4 a 8 años, aunque suelen vivir 6 años en cautividad. Esta lombriz es hermafrodita y se reproduce por medio de huevos, que almacena en el clitelo antes de la puesta

## Hábitat
Viven en cualquier lugar subterráneo húmedo del mundo.